# Орленко Микола Іванович
Орле́нко Мико́ла Іва́нович (нар. 8 серпня 1947, с. Подільське, Немирівський район, Вінницька область) — український будівельник-реставратор, Герой України. Кандидат технічних наук; Укр. спеціальна науково-реставраційна проєктно-будівельно-виробнича корпорація «Укрреставрація», президент, заслужений будівельник України, лауреат Державної премії України в галузі архітектури (2004).

## Біографія
Народився 8 серпня 1947 (с. Подільське, Немирівський район, Вінницька область).
Освіта: Немирівський буд. тех-м (1963–1967); Київський інженерно-будівельний інститут (1972).
З 1982 — кер. Респ. об'єднання «Укрреставрація».
Академік Академії будівництва України.

## Нагороди
- Звання Герой України з врученням ордена Держави (18 травня 2004) — за визначні особисті заслуги перед Українською державою у реставрації і відбудові унікальних пам'яток історії, культури та архітектури, багаторічну самовіддану працю[2]
- Орден «За заслуги» I ст. (21 серпня 1999) — за самовіддану працю, визначні особисті заслуги в державному будівництві, соціально-економічному, науково-технічному і культурному розвитку України та з нагоди 8-ї річниці незалежності України[3]
- Орден «За заслуги» II ст.
- Почесна відзнака Президента України (20 травня 1996) — за значний особистий внесок у розвиток і збереження національної історико-культурної спадщини[4]
- Заслужений будівельник України
- Державна премія України в галузі архітектури 2004 року — за відтворення Успенського собору Києво-Печерської Лаври (у складі колективу)[5]
- Орден Дружби (1998, Росія)